# Piper wallichii
Piper wallichii är en pepparväxtart som först beskrevs av Friedrich Anton Wilhelm Miquel, och fick sitt nu gällande namn av Hand.-mazz.. Piper wallichii ingår i släktet Piper och familjen pepparväxter. Inga underarter finns listade i Catalogue of Life.